# 法令
法令（ほうれい、英: laws and regulations）とは、一般に、法律（議会が制定する法規範）と命令（行政機関が制定する法規範）の総称。日本法における用語法としては、日本の法律と命令のほか、日本国憲法や条例、最高裁判所規則、訓令などを「法令」に含めて指す場合もある。

## 概要
日本法上、「法令」という語は、一般には「法律」（国会が制定する法規範）と「命令」（国の行政機関が制定する法規範）の総称である。しかし、もろもろの法規では、法律と命令のほか、憲法や条例、規則（地方公共団体が制定する法規範）、最高裁判所規則（最高裁判所が制定する法規範）、訓令（上級官庁が下級官庁に対して発する命令）などを含めて「法令」と呼ぶこともある。このように、「法令」という用語の使い方は、かなりまちまちである。結局、個々の用例に則して、その範囲を決めるほかはない。

### 日本の法令の数
国立国会図書館の日本法令索引及びデジタル庁のe-Gov法令検索において、現行法令として検索した場合、法令の数は以下の通り。
※すぐ上の記載に「検索した場合」とあるが、e-Gov法令検索に関しては、リンク先から明らかなように、実際に検索したわけではなく、公開統計値を用いた可能性があることに注意を要する。
※2025年現在、一つ以上が存続している、内閣官房令、復興庁令、デジタル庁令、「内閣総理大臣決定」が、以下の結果においていずれかに含まれるか、（含まれるとして）いずれに含まれるかは、不明であることに注意を要する。
※2025年現在、e-Gov法令検索の検索機能においては、法律としても政令としてもヒットするものがありそういったダブルカウントが以下結果に影響を及ぼしている可能性があることに、注意を要する。
| 分類           | 日本法令索引 | e-Gov法令検索 | 概要 |
| -------------- | ------------ | ------------- | --- |
| 憲法           | 1            | 1             | 現行の日本国憲法 |
| 法律           | 2,280        | 2,087         | e-Gov法令検索において法律としてカウントする太政官布告※1件（爆発物取締罰則）を除く。 |
| 太政官布告・達 | 9            | 7             | 日本法令索引では、3件（絞罪器械図式、刑法（旧刑法）、爆発物取締罰則）が法律扱いとの記載がある。e-Gov法令検索において法律、政令としてカウントしているものをこちらに計上 |
| 政令           | 3,101        | 2,247         | 日本法令索引では、施行日を定める政令を含む。e-Gov法令検索において政令としてとしてカウントする太政官布告6件（明治十四年太政官布告第六十三号（褒章条例）、明治八年太政官布告第五十四号（褒章制定の件） 等）を除く。                                                          |
| 勅令           | 157          | 66            | 日本法令索引では、勅令無番号で公布された条約（例えば、メートル条約）を含む。 |
| 府令・省令     | 4,252        | 4,286         | e-Gov法令検索において閣令、廃止された機関の規則で現在は省令としての効力を有するものを含む |
| 閣令           | 13           |               | |
| 規則           | 400          | 242           | 日本法令索引では「その他の行政機関の命令」として分類。廃止された機関の規則で現在は省令としての効力を有するもの（公認会計士管理委員会規則、電波監理委員会規則、地方財政委員会規則、外資委員会規則、文化財保護委員会規則、首都圏整備委員会規則、金融再生委員会規則）を含む。 |
| 計             | 10,213       | 8,936         | |

日本法令索引とe-Gov法令検索とでははかなり差があるが、これは実効性喪失の扱いの差等による。また、未施行法令、施行停止法令、整備法令等を含むかどうかについても相違がある。
このほか、議院規則、最高裁判所規則、地方自治体の条例がある。

## 日本の法令の種類
日本の法令には、種類ごとに優劣関係がある。上位の法令が優先され、上位の法令に反する下位の法令は効力を持たない。優劣関係は、おおむね次のようになっている。
憲法 > 条約 > 法律 > 命令 （政令 > 府省令）
（根拠：大前提としての日本国憲法の存在、日本国憲法第7条、日本国憲法98条、日本国憲法73条6号、国家行政組織法12条1項等）
この他、法律または命令に準じる最高裁判所規則、命令に準じる議院規則（衆議院規則、参議院規則）がある。なお、法令の対象となる事項にもよるが、憲法と条約との関係、条約と法律との関係、法律と最高裁判所規則との関係については、優先関係につき争いがある。

地方行政における条例等については、地方自治法を根拠に効力の優劣関係は次のようになっている。
国の法令 > 条例 > 規則（ただしここで規則は普通地方公共団体の長が地方自治法第15条第1項を根拠に制定するもの）
（根拠：日本国憲法94条、地方自治法第14条第1項、地方自治法第15条第1項）
条例において刑事罰が定められる事があるが（例：各都道府県における迷惑防止条例等での罰則規定）、これは地方自治法第14条第3項を根拠とする。
日本の主な法令の条文は、e-Gov法令検索（e-Gov法令検索）で参照できる。

### 現行法令
日本の現行法令には、日本国憲法、条約（憲章、協定、議定書などを含む。）のほか、法律、命令（政令、府省令など）、最高裁判所規則、議院規則（衆議院規則、参議院規則）、ならびに条例、各地方公共団体の首長や行政委員会が定める規則がある。それぞれの内容は下記の通り。
| 法令名             | 法令名 | 定義、制定方式など |
| ------------------ | --- | --- |
| 日本国憲法         | 日本国憲法 | 国家の基本秩序を定める根本規範である。統治機構や国民の権利、義務などを定めている。なお、日本国憲法の改正には「憲法改正」という法形式がとられる。 |
| 条約               | 条約 | 国際法上で国家どうし、あるいは国際連合などの国際機関で結ばれる成文法である。日本国が同意しているものは、公布され、国内では法律より優先する。条約は憲章、条約、協定、議定書などの名称で締結されるが、法的には条約と扱われる。行政取極については、ここでいう条約には含まれず、いずれに該当するかは個々の内容により決まり、文書の名称により一義的にはきまらない。 |
| 法律               | 法律 | 国会の議決により成立する成文法の一形式。例外として、地方自治特別法（一の地方公共団体のみに適用される特別法）は、国会の議決のほか、その地方公共団体の住民の投票においてその過半数の同意が必要。 成立した後、主任の国務大臣が署名し、内閣総理大臣が連署して、天皇が公布する。 |
| 命令               | 命令 | 行政機関が制定する成文法の総称。法律の範囲内において定められる。 政令、府省令、その他の命令の3種がある。 |
|                    | 政令 | 内閣が制定する成文法。法律の実施に必要な細則や法律が委任する事項を定める。日本国憲法第73条第6号に基づく。 閣議によって決定され、主任の国務大臣が署名し、内閣総理大臣が連署して、天皇が公布する。法律の委任がある場合を除き、罰則や義務を設けることはできない（内閣法11条）。題名は「云々に関する法律施行令」「云々に関する政令」とされることが多い。 |
| 府省令等           | 内閣総理大臣が発する成文法である内閣官房令、内閣府令、デジタル庁令および復興庁令と、各省大臣が発する成文法である省令。内閣官房令、内閣府令、デジタル庁令、復興庁令および省令の間で上下の序列はない。府省令の題名は「云々に関する法律施行規則」「云々に関する内閣府令」「云々に関する省令」とされることが多い。複数の府省の所掌事務にわたる事項について定められる府省令は、複数の府省の主任の大臣が共同で発する。 - 内閣官房令 内閣総理大臣が内閣官房に係る行政事務について発する成文法。内閣法第25条第3項は、「内閣総理大臣は、内閣官房に係る主任の行政事務について、法律若しくは政令を施行するため、又は法律若しくは政令の特別の委任に基づいて、内閣官房の命令として内閣官房令を発することができる」と定める。内閣官房令には、法律の委任がなければ、罰則を設け、又は義務を課し、若しくは国民の権利を制限する規定を設けることができない（内閣法第25条第4項）。 - 内閣府令 内閣総理大臣が内閣府に係る行政事務について発する成文法。内閣府設置法第7条第2項は、「内閣総理大臣は、内閣府に係る主任の行政事務について、法律若しくは政令を施行するため、又は法律若しくは政令の特別の委任に基づいて、内閣府の命令として内閣府令を発することができる」と定める。内閣府令には、法律の委任がなければ、罰則を設け、又は義務を課し、若しくは国民の権利を制限する規定を設けることができない（内閣府設置法第7条第4項）。 - デジタル庁令 内閣総理大臣がデジタル庁に係る行政事務について発する成文法。デジタル庁設置法第7条第3項は、「内閣総理大臣は、デジタル庁に係る主任の行政事務について、法律若しくは政令を施行するため、又は法律若しくは政令の特別の委任に基づいて、デジタル庁の命令としてデジタル庁令を発することができる」と定める。デジタル庁令には、法律の委任がなければ、罰則を設け、又は義務を課し、若しくは国民の権利を制限する規定を設けることができない（デジタル庁設置法第7条第4項）。 - 復興庁令 内閣総理大臣が復興庁に係る行政事務について発する成文法。復興庁設置法第7条第2項は、「内閣総理大臣は、復興庁に係る主任の行政事務について、法律若しくは政令を施行するため、又は法律若しくは政令の特別の委任に基づいて、復興庁の命令として復興庁令を発することができる」と定める。復興庁令には、法律の委任がなければ、罰則を設け、又は義務を課し、若しくは国民の権利を制限する規定を設けることができない（復興庁設置法第7条第4項）。 - 省令 各省大臣が発する成文法。国家行政組織法第12条第1項は、「各省大臣は、主任の行政事務について、法律若しくは政令を施行するため、又は法律若しくは政令の特別の委任に基づいて、それぞれその機関の命令として省令を発することができる。」と定める。省令には、法律の委任がなければ、罰則を設け、又は義務を課し、若しくは国民の権利を制限する規定を設けることができない（国家行政組織法第12条第3項）。 | |
| その他の命令、規則 | その発する機関、根拠法、沿革などにより、政令若しくは府省令に並び、又は政令若しくは府省令の下位に位置する。 - 会計検査院規則 会計検査院が定める成文法。会計検査院法第38条は、「この法律に定めるものの外、会計検査に関し必要な規則は、会計検査院がこれを定める。」とする。会計検査院が憲法に設置根拠を持ち（憲法第90条第2項）、内閣に対し独立の地位を有するため（会計検査院法第1条）、会計検査院規則は政令または府省令に準じる効力を持つと解される。会計検査院規則には、会計検査院長が年月日を記入した上で署名して、官報で公布する（会計検査院規則の公布に関する規則）。 - 人事院規則・人事院指令 人事院規則・人事院指令は、いずれも人事院が定める成文法。国家公務員法第16条第1項は、「人事院は、その所掌事務について、法律を実施するため、又は法律の委任に基づいて、人事院規則を制定し、人事院指令を発し、及び手続を定める。人事院は、いつでも、適宜に、人事院規則を改廃することができる。」と定める。 人事院が内閣の所轄の下に置かれる機関であるため（国家公務員法第3条第1項）、人事院規則・人事院指令は政令または府省令に準じる効力を持つと解される。 - 外局の規則 府省の外局である委員会（行政委員会）の発する特別の命令（規則）または府省の外局である庁の長官が発する特別の命令（庁令）。国家行政組織法第13条第1項は、「各委員会及び各庁の長官は、別に法律の定めるところにより、政令及び省令以外の規則その他の特別の命令を自ら発することができる。」と定める。また内閣府の外局については、内閣府設置法第58条第4項に同様の規定がある。国家公安委員会が制定する国家公安委員会規則（警察法第12条）、海上保安庁長官が発する海上保安庁令（海上保安庁法第33条の2）などがある。行政委員会は、すべて規則制定ができることになっているが、庁である外局は、海上保安庁のみである。 - 外局以外の行政機関等の規則等 国立国会図書館の日本法令索引には、「その他の行政機関の命令」として外局の規則のほか、日本ユネスコ国内委員会規則、日本学術会議規則、日本学士院会則・会員選定規則が掲載されている。e-Gov法令検索には、内閣官房組織令（昭和32年政令第219号）第12条の規定に基づいて定められたものが掲載されている（全てか一部かは不明。2025年において存続するものの一例として、内閣官房に内閣総理大臣が特に必要と認める場合に企画官を置く規則（平成27年4月10日内閣総理大臣決定。官報登載））。 | |
| 議院規則           | 議院規則 | 衆議院・参議院が各々定める成文法。衆議院が定める衆議院規則と、参議院が定める参議院規則がある。各議院が、それぞれ単独の決議により、議院における会議その他の手続及び内部の規律について定める。日本国憲法58条2項を根拠とする。 |
| 最高裁判所規則     | 最高裁判所規則 | 最高裁判所が、裁判官会議の議に基づいて定める成文法。訴訟に関する手続、検察官、弁護士、裁判所の内部規律及び司法事務処理に関する事項について定める。日本国憲法77条1項を根拠とする。 なお、最高裁判所規則で定め得る事項については、法律で定めることも許されると解されている（例えば、民事訴訟法と民事訴訟規則など。）。法律と規則の規定が矛盾衝突した場合には、その優劣関係が問題となる。この場合、法律の規定が優先されるとするのが多数説である。 |
| 地方公共団体の法令 | 地方公共団体の法令 | - 条例 地方公共団体の議会が制定する成文法。憲法第94条は、「地方公共団体は、その財産を管理し、事務を処理し、及び行政を執行する権能を有し、法律の範囲内で条例を制定することができる。」と定める。条例は、当該地方公共団体内でのみ効力を有し、法律の範囲内でのみ制定することができる。地方公共団体は、義務を課し、又は権利を制限するには、法令に特別の定めがある場合を除くほか、条例によらなければならない（地方自治法第14条）。 - 地方公共団体の規則 地方公共団体の首長が制定する成文法（地方自治法第15条）。 地方公共団体の委員会が制定する成文法（地方自治法第138条）。選挙管理委員会規則（地方自治法第194条）、教育委員会規則（地方教育行政の組織及び運営に関する法律第14条第1項）、都道府県公安委員会規則（警察法第38条第5項）など。 |
| 告示               | 告示 | 内閣、内閣府および各省庁、裁判所、地方公共団体等、公の機関が必要な事項を公示する行為、またはその行為の形式。国の機関が行う告示は官報に掲載する方法によって行われる。地方公共団体が行う告示はそれぞれの地方公共団体の公文式に関する規則により公報に掲載したり掲示板に掲載する方法によって行われる。告示には法令としての性質を含むものもある。 |

2006年（平成18年）3月、日本国政府の法令外国語訳実施推進検討会議は『法令用語日英標準対訳辞書』を発行し、その中で法令の英訳を以下のように定めた。
- 憲法 - Constitution
- 法律 - Act（原則）、Code（いわゆる法典）
- 政令 - Cabinet Order
- 内閣府令 - Cabinet Office Ordinance
- 省令 - Ordinance of the Ministry
- 規則 - Rule
- 条例 - Prefectural Ordinance（都道府県条例）、Municipal Ordinance（市町村条例）

## 日本の現行法上新たに制定されない法形式
現行法上新たに制定されない形式の法規範は、下記の通り。現行法上は新たに制定されない法形式であっても、現行法に根拠を持つ法規範は、効力を有する。

### 法律・政令・府省令に準じる法形式
太政官布告・太政官達
1868年に政体書によって設置され、内閣制度が創設されるまで存続していた最高官庁である太政官が制定していた法形式である。一般国民を拘束する内容を持つものを太政官布告とし、官庁限りの心得を太政官達としていたが、必ずしもその区別が守られていたとはいえなかった。太政官制度が廃止された後も、後に制定された法令に矛盾しない限りその効力を有し、大日本帝国憲法施行後もこれに抵触しない限りでなお従前の効力を有し、また、日本国憲法施行後も大日本帝国憲法下で法律又は勅令としての効力を認められたものは、現憲法に違反しない限り効力を有する。太政官布告第何号というのは、明治4年までは制定時には付されておらず後日編纂された法令全書において番号が付された。
勅令
天皇が発した成文法。君主の権能に関する事項を成文化し、国家統治の基本原則を定めるもの。法律と異なり、帝国議会の協賛を経ずに、天皇の大権によって制定された命令である。天皇が勅令を定めるにあたっては国務各大臣が輔弼したため、事実上、国務各大臣ないし内閣が発する法形式である。
大日本帝国憲法第9条は、「天皇ハ法律ヲ執行スル爲ニ又ハ公共ノ安寧秩序ヲ保持シ及臣民ノ幸福ヲ増進スル爲ニ必要ナル命令ヲ發シ又ハ發セシム」と定めた。勅令によって法律を変更することはできなかった。勅令の目的は「法律を執行するため」「公共の安寧秩序を保持するため」「臣民の幸福を増進するため」と定められたが、憲法上法律事項とされていない事項については、法律に基づかなくとも制定できた。法律事項以外でも、軍に関することは軍令で、皇室に関することは皇室令で定めたので、これらを除いたものが勅令事項とされていた。現行の政令に相当し、日本国憲法施行後において、改正または廃止する場合は政令による。ただし、勅令の中でも法律の効力を持つと解される緊急勅令及びポツダム勅令については、改廃は法律による。
- 緊急勅令

勅令の一種。通常の勅令と異なり、「法律ニ代ルヘキ」として法律事項について制定された。大日本帝国憲法8条は、「天皇ハ公共ノ安全ヲ保持シ又ハ其ノ災厄ヲ避クル爲緊急ノ必要ニ由リ帝國議會閉會ノ場合ニ於テ法律ニ代ルヘキ勅令ヲ發ス」と定めた。緊急勅令の目的は「公共の安全を保持し、または、その災厄を避けるため」とされ、「緊急の必要により」制定することとされており、広くあらゆる事項を対象とすることができた。帝国議会閉会中に限って制定でき、帝国議会の次の会期に提出しなければならなかった。提出された緊急勅令が議会の承諾を受けないときは、将来に向かって効力を失うこととされた。「緊急勅令」という呼称は講学上のもので、法令上の正式な呼称及び法令番号での表記は単に「勅令」であった。官報公布時の上諭に緊急の勅令である旨が記載されることで、通常の勅令と形式的に区別できる。
閣令
内閣官制第4条に定められた法形式で、主任の事務を担当する大臣の一人としての内閣総理大臣の命令である。その効力も他の大臣が定める省令と同等で、現行の府省令に相当する。
総理庁令
行政官庁法第6条第1項に定められた法形式で、総理庁の所管する事項について内閣総理大臣が制定した。現行の府省令に相当する。
法務庁令
法務庁設置法第2条第3項により準用される行政官庁法第6条第1項に定められた法形式で、法務総裁が制定した。現行の府省令に相当する。
総理府令
国家行政組織法第12条第1項に定められた法形式で、総理府の所管事項について内閣総理大臣が制定した。現行の府省令に相当する。
法務府令
国家行政組織法第12条第1項に定められた法形式で、法務総裁が制定した。現行の府省令に相当する。

### 皇室・軍隊において制定された法形式
皇室典範
現在の皇室典範は国会が制定する法律であるが、大日本帝国憲法時代は、帝国議会の議決を経ずに制定され、憲法と対等の効力を有するものとされた。皇室典範の改正又は増補は、皇族会議及び枢密顧問の諮詢を経て勅定されるという手続きで行われていた（典範第62条）。また、日本国憲法施行に伴い皇室典範という法形式そのものを消滅させるために制定された、皇室典範及皇室典範増補廃止ノ件（昭和22年5月1日公布）は、この改正手続きに準じて制定されたものである。
皇室令
旧皇室典範に基づく諸規則、宮内官制及びその他の皇室の事務に関して勅定を経た規定であり、発表すべきものは、この法形式により制定された。皇族に準じた礼遇を受けていた王公族や、貴族である華族・朝鮮貴族の権利・義務などについてもこの法形式で規律していた。日本国憲法施行に伴いこの法形式が廃止されることとなり、皇室令及附属法令廃止の件（5昭和22年皇室令第12号）によって全ての皇室令が廃止されている。この法形式では、上諭に必ず宮内大臣が副署することとされていた。ただ、国務大臣の職務に関連する皇室令については、宮内大臣の後に、内閣総理大臣及び主任の国務大臣が副署することとされていた。
軍令
天皇の陸海軍統帥権に関して勅定を経た規定のことをいう。1907年（明治40年）の「軍令ニ関スル件」（明治40年軍令第1号）制定に始まり、陸海軍解体後の1946年に廃止された。軍令で公示を要するものは、上諭を付し、主任の陸軍大臣、海軍大臣が副署することとされていた。なお、内閣総理大臣の副署はされなかった。

### 地方首長（内地）が制定した法形式
都令　北海道庁令　府県令
条例で定めるもの以外の事項について、都長官、北海道庁長官、府県知事が制定した命令である。

### 外地において制定された法形式
律令
台湾が日本の領土であった時代に定められた法形式である。内地において法律で定めるべき事項について天皇の勅裁を経て台湾総督が制定していた。総督はその管轄地域においては軍事・行政・立法の全権を掌握しており、通常の手続では、事前に勅裁を得て発行したが、緊急時には事後の勅裁を許されており、これを緊急律令という。合計で10件の律令が緊急律令として制定された。1906年までは、制定において台湾総督府評議会の議決を経ることが必要であったが、1908年以後は議決は不要になった。
制令
朝鮮が日本の領土であった時代に定められた法形式である。内地において法律で定めるべき事項について天皇の勅裁を経て朝鮮総督が制定していた。
総督府令
朝鮮および台湾において総督が法律で定めるべき事項以外について定める命令である。内地での勅令、省令に相当する命令。罰則は1年以下の懲役若しくは禁錮、拘留、200円以下の罰金又は科料。
州令
台湾における内地では府県令に相当する命令で、台湾の地方単位「州」の長たる州知事が定めるものをいう。罰則は府県令より重く省令と同じ。
庁令
台湾における内地では府県令に相当する命令で、台湾の地方単位「州」を置かない未開地域「庁」の長たる庁長が定めるものをいう。罰則は府県令より軽い。
道令
朝鮮における内地では府県令に相当する命令で、朝鮮の地方単位「道」の長たる道知事が定めるものをいう。罰則は3月以下の懲役若しくは禁錮、拘留、100円以下の罰金又は科料。
関東庁令
関東長官が定める命令である。罰則は勅令と同じである。安寧秩序保持のため緊急のときは、事後に勅裁を請えばより重い罰則を付することができる。
関東局令
関東局の長たる在満洲国特命全権大使すなわち関東軍司令官が定める命令である。罰則は勅令と同じである。安寧秩序保持のため緊急のときは、事後に勅裁を請えばより重い罰則を付することができる。
民政署令
関東州における内地では府県令に相当する命令である。関東州の地方単位「区」に置かれた民政署の長たる民政署長が定めるものをいう。罰則は府県令と同じ。
南洋庁令
南洋庁長官が定める命令である。罰則は勅令と同じである。安寧秩序保持のため緊急のときは、事後に勅裁を請えばより重い罰則を付することができる。
樺太庁令
樺太庁長官が定める命令である。罰則は省令と同じ。

### アメリカ施政権下の沖縄の法令
布告
米国民政府により定められた法形式である。主に占領に関する基本原則などを定めていた。
布令
米国民政府により定められた法形式である。上記の布告をさらに具体的にした法令である。
立法
琉球政府立法院により定められた法形式である。布告・布令の範囲内ではあるが、日本本土において法律で定めるべき事項について米国民政府の承認を経て制定していた。

### 臨時に定められた法形式
本部令
昭和27年法律第253号によって削られる前の国家行政組織法附則第24条第1項に基づき臨時に内閣総理大臣をもって長に充てる本部が置かれた場合、同条第2項により準用する同法第12条第1項に基づき（府省令に準じて）発されるものとされた。これに基づき経済安定本部が設置され、経済安定本部総裁の名義で経済安定本部令が発せられた。国家行政組織法前に経済安定本部の設置を定めていた勅令の題名である経済安定本部令（昭和21年勅令第380号）とは異なる。
中央省庁等改革推進本部令
中央省庁等改革基本法第53条第2項の規定に基づき、中央省庁等改革推進本部が内閣府又は新たな省の組織に関する事項で内閣府令又は省令で定めるべきものについて、中央省庁等改革推進本部長の名義で中央省庁等改革推進本部令を2000年（平成12年）8月14日及び12月22日に合わせて114件を発した。政令の題名である中央省庁等改革推進本部令（平成10年政令第220号。平成12年政令第303号により、題名を「中央省庁等改革推進本部の組織等に関する政令」と変更）とは異なる。中央省庁再編の実施日である2001年（平成13年）1月6日に、内閣府令及び省令としての効力を有することとされた。このような場合、他であれば「中央省庁等改革推進本部令」のまま、内閣府令及び省令として有効とされるが、中央省庁等改革推進本部令は、2001年（平成13年）1月6日に新しい府省令の番号を持つものとされた（中央省庁等改革関係法施行法（平成11年法律第160号）第1305条第2項及び各中央省庁等改革推進本部令附則）。例えば「原子力安全委員会事務局組織規則」は、平成十二年八月十四日中央省庁等改革推進本部令第二号として公布されたが、同規則附則第2項で「この本部令は、その施行の日に、原子力安全委員会事務局組織規則（平成十三年内閣府令第二号）となるものとする。」とされている。

## 日本の法令ではないが参照されるもの
次のものは法令ではないが、しばしば法令の解釈の参考にされる。
国会決議（衆議院決議、参議院決議）
議院（衆議院、参議院）の意思決定。衆議院における内閣不信任決議を除き、直接の法的効果はないが、立法府の政治的意思表示としての効果がある。なお、日本においては国会決議は、それぞれの議院が個別に行い、国会全体として両院で議会するものはない。院の決議に準じるものとして、委員会において議案を可決した場合に「○年後に見直しする」といった附帯決議が行われることがある。
閣議決定、閣議了解、閣議報告
内閣の意思決定である。政令の決定も、閣議決定であるが、その他に、国事行為として行われる選挙の公示日の閣議決定のように強い、法的な拘束力を持つものもある。
予算
法令ではないが、法令としての性格も合わせ持っている。
規格
日本産業規格、日本農林規格など。規格自体は法的な拘束性はないが、他の法令で日本産業規格によるというように規定する場合、実質的に法的拘束力をもつことになる。
告示
公の機関が、指定・決定に基づいてその機関の所掌事務について、一般に知らせる事項である。国の機関のものは官報に登載される。その目的は様々であるが、府省令の委任により大臣が一定の事項を定めるべき場合などは告示の形で定められ、この場合には法令としての効力を有する。代表的な例として文部科学大臣告示の形式をとる「学習指導要領」、厚生労働大臣告示の形式をとる「日本薬局方」がある。
訓令
行政機関およびその職員を対象として定められる命令である。各省大臣、各委員会及び各庁の長官が、その機関の所掌事務について命令するため、所管の諸機関及び職員に対し発するものである。公共性が強く官報や各行政機関のホームページ等に掲載されるものと、行政機関の中堅幹部以下の役職配置を定めるなどの非公表扱いのものがある。
通達（通知）
上級機関が下級機関に対して、その機関の所掌事務について示達するため発簡する公文書のこと。法令の解釈等を示すものとして、当該法令を所管する省庁が下級機関に対して発簡することが多い。ただし、あくまで行政機関内部の文書であることから、通達で示された法令の解釈は司法の判断を拘束しないが、行政解釈を知る手段として重視される。一般に周知のため公表されているものも多い。
行政実例
法令の適用にあたって、その法令を所管する機関が示す解釈のこと。下級機関からの照会に対する回答という形式で示されることが多い。文書記号・文書番号（発簡番号）及び発簡年月日を付した上で、官職名でもって照会者に対し回答がなされる（例：A県B部長あてZ省Y局X課長回答）。その内容は当該機関が組織として示す公的な見解とされ、しばしばいわゆる有権解釈として取り扱われる。通達と同じく、そこで示される解釈は司法の判断を拘束する力を持たないものであるが、指揮監督という関係に基づき、当該事案及び事後の同種事案において下級機関の判断を事実上強く拘束する。また、インターネットによる行政機関のサイトにおいて所管法令等の解釈がされることがある。
内簡
法令で抽象的に示された規定についてそれを具体的に認定する際の一定の基準や、仔細にわたるため法令で規定するになじまない事項などを参考として地方自治体などに示したもの。法的な拘束力はないが、地方自治体の判断に対して実質的な影響力があり、これを誘導する目的で発出されることも多い。なお、本来の表記は「内翰」であるが、常用漢字による制約のため「内簡」と表記されるようになった。
協定
当事者間の取るべき処置について取り決めた合意の総称である。覚書・念書・協議書等が該当する。
規程
行政組織の執務に関する内部規則で条文形式で定めている。題名に「・・規程」であるが法形式としては、政令であるものがあるがそれはここでいう規程とは別である。例:国家公務員倫理規程（平成十二年政令第百一号）
要綱
行政の執行の指針を定めた内部規程である。組織要綱、助成要綱、指導要綱等がある。
行政機関著作物
「学習指導要領解説」・文部科学省著作教科書等によって学習指導要領よりも詳細な教育内容が示される。このほか官報や法令全書で正式に公示されない通達はこのような著作物に収録されることによって初めてその存在や内容が確認できることがある。紙媒体に限らず行政機関のウェブサイトで法令の解釈の解説文等が掲載されることもある。
日本放送協会(NHK)放送受信規約
約款は法令ではないが、放送法によりテレビ設置者はNHKとの受信契約締結義務規定があるため、その契約条項である規約は法令に準する性格を持つことになる。
各種郵便約款（旧省令各種郵便規則）
郵便法の規定により、日本郵便株式会社は、郵便の役務に関する提供条件について郵便約款を定め、総務大臣の認可を受けなければならないと規定されている。そのため、法令に準じた性質を持つ。
国公立学校学則
会計基準
企業会計原則、原価計算基準など。旧大蔵省の企業会計審議会（より古くは企業会計制度対策調査会）、2001年以降は公益財団法人財務会計基準機構内の企業会計基準委員会により定められる。公認会計士らに対する強制力はあるとされるものの、法令ではなく、法令のような一般的な強制力はないが、商法・会社法・金融商品取引法などの会計制度に関係する法令を制定・改正するに当たっての指針とされることもあるなど、法令より上位に位置付けられることもある。
パブリックコメントの結果に対する当局の考え方
パブリックコメントにおける質問に対する、その結果の発表の際に当局の示す考え方は、行政解釈を知る手段として重視されている。
立案担当解説
法令の立案担当者が私見という形で書籍や雑誌記事で解説を行うことがあり、その中で解釈を示すことがある。これは行政解釈そのものではないが、それに準じるものとして重視されている。
判例

## 個別の記事を持つ日本国の法令
次の項目を参照のこと。
- 日本国憲法
- 日本の法律一覧
- 環境法令一覧
- 教育法令一覧
- 産業法令一覧
- 条約の一覧
- 日本の勅令の一覧